# K-League 2007
La stagione 2007 della K-League, il campionato sudcoreano di calcio, vide la vittoria dei Pohang Steelers.

## Classifica regular season
- Le prime quattro squadre si qualificano ai playoff.

| Pos | Squadra         | Pti | G  | V  | N  | P  | GF | GS | DR  |
| --- | --------------- | --- | -- | -- | -- | -- | -- | -- | --- |
| 1.  | S. Ilhwa Chunma | 55  | 26 | 16 | 7  | 3  | 43 | 18 | +25 |
| 2.  | Suwon Bluewings | 51  | 26 | 15 | 6  | 5  | 36 | 24 | +12 |
| 3.  | Ulsan HD        | 45  | 26 | 12 | 9  | 5  | 34 | 22 | +12 |
| 4.  | Gyeongnam       | 43  | 26 | 13 | 4  | 9  | 41 | 31 | +10 |
| 5.  | Pohang Steelers | 38  | 26 | 12 | 5  | 9  | 27 | 31 | −4  |
| 6.  | Daejeon Citizen | 37  | 26 | 10 | 7  | 9  | 34 | 27 | +7  |
| 7.  | Seoul           | 37  | 26 | 8  | 13 | 5  | 23 | 16 | +7  |
| 8.  | Jeonbuk Hyundai | 36  | 26 | 9  | 9  | 8  | 36 | 32 | +4  |
| 9.  | Incheon Utd     | 33  | 26 | 8  | 9  | 9  | 30 | 32 | −2  |
| 10. | Chunnam Dragons | 30  | 26 | 7  | 9  | 10 | 24 | 27 | −3  |
| 11. | Jeju SK         | 30  | 26 | 8  | 6  | 12 | 27 | 35 | −8  |
| 12. | Daegu           | 24  | 26 | 6  | 6  | 14 | 35 | 46 | −11 |
| 13. | Busan IPark     | 20  | 26 | 4  | 8  | 14 | 20 | 39 | −19 |
| 14. | Gwangju Sangmu  | 12  | 26 | 2  | 6  | 18 | 14 | 44 | −30 |

## Risultati
1ª giornata
| 3 marzo | Seongnam Ilhwa Chunma | 1 – 1 | Chunnam Dragons | (8 724 spett.) |

| 4 marzo | Incheon United | 0 – 1 | Pohang Steelers | (24 772 spett.) |

| 4 marzo | FC Seoul | 2 – 0 | Daegu FC | (19 015 spett.) |

| 4 marzo | Ulsan Hyundai Horang-i | 1 – 1 | Gyeongnam FC | (14 763 spett.) |

| 4 marzo | Suwon Samsung Bluewings | 2 – 1 | Daejeon Citizen | (25 612 spett.) |

| 4 marzo | Busan I'Park | 0 – 1 | Jeju United FC | (8 773 spett.) |

| 4 marzo | Gwangju Sangmu Phoenix | 0 – 2 | Jeonbuk Hyundai Motors | (18 787 spett.) |

Giornata 2
| 11 marzo | Daegu FC | 1 – 2 | Incheon United | (16 425 spett.) |

| 10 marzo | Gyeongnam FC | 1 – 3 | Pohang Steelers | (17 826 spett.) |

| 11 marzo | Chunnam Dragons | 0 – 1 | FC Seoul | (12 200 spett.) |

| 11 marzo | Daejeon Citizen | 1 – 3 | Ulsan Hyundai Horang-i | (13 747 spett.) |

| 10 marzo | Jeju United FC | 1 – 2 | Seongnam Ilhwa Chunma | (20 499 spett.) |

| 11 marzo | Jeonbuk Hyundai Motors | 1 – 1 | Suwon Samsung Bluewings | (17 725 spett.) |

| 11 marzo | Busan I'Park | 2 – 1 | Gwangju Sangmu Phoenix | (4 237 spett.) |

Giornata 3
| 17 marzo | Incheon United | 1 – 2 | Gyeongnam FC | (10 720 spett.) |

| 18 marzo | Daegu FC | 2 – 2 | Chunnam Dragons | (5425 spett.) |

| 17 marzo | Pohang Steelers | 1 – 1 | Daejeon Citizen | (10 042 spett.) |

| 18 marzo | FC Seoul | 1 – 0 | Jeju United FC | (26 078 spett.) |

| 17 marzo | Ulsan Hyundai Horang-i | 2 – 1 | Jeonbuk Hyundai Motors | (3 628 spett.) |

| 17 marzo | Seongnam Ilhwa Chunma | 3 – 1 | Gwangju Sangmu Phoenix | (4 721 spett.) |

| 17 marzo | Suwon Samsung Bluewings | 1 – 0 | Busan I'Park | (20 317 spett.) |

Giornata 4
| 31 marzo | Chunnam Dragons | 0 – 0 | Incheon United | (5 732 spett.) |

| 31 marzo | Daejeon Citizen | 0 – 0 | Gyeongnam FC | (5 423 spett.) |

| 31 marzo | Jeju United FC | 2 – 0 | Daegu FC | (19 085 spett.) |

| 31 marzo | Jeonbuk Hyundai Motors | 1 – 2 | Pohang Steelers | (6 953 spett.) |

| 31 marzo | Gwangju Sangmu Phoenix | 0 – 0 | FC Seoul | (3 645 spett.) |

| 31 marzo | Busan I'Park | 0 – 1 | Ulsan Hyundai Horang-i | (4 157 spett.) |

| 31 marzo | Seongnam Ilhwa Chunma | 3 – 1 | Suwon Samsung Bluewings | (10 507 spett.) |

Giornata 5
| 7 aprile | Incheon United | 3 – 2 | Daejeon Citizen | (15 687 spett.) |

| 7 aprile | Chunnam Dragons | 1 – 0 | Jeju United FC | (5 350 spett.) |

| 7 aprile | Gyeongnam FC | 1 – 2 | Jeonbuk Hyundai Motors | (5 473 spett.) |

| 7 aprile | Daegu FC | 2 – 1 | Gwangju Sangmu Phoenix | (5 372 spett.) |

| 7 aprile | Pohang Steelers | 0 – 1 | Busan I'Park | (4 528 spett.) |

| 7 aprile | FC Seoul | 0 – 1 | Suwon Samsung Bluewings | (55 397 spett.) |

| 7 aprile | Ulsan Hyundai Horang-i | 0 – 3 | Seongnam Ilhwa Chunma | (7 897 spett.) |

Giornata 6
| 15 aprile | Jeju United FC | 0 – 2 | Incheon United | (2 189 spett.) |

| 14 aprile | Jeonbuk Hyundai Motors | 0 – 2 | Daejeon Citizen | (9 317 spett.) |

| 14 aprile | Gwangju Sangmu Phoenix | 0 – 0 | Chunnam Dragons | (2 678 spett.) |

| 14 aprile | Busan I'Park | 1 – 4 | Gyeongnam FC | (4 073 spett.) |

| 14 aprile | Suwon Samsung Bluewings | 1 – 1 | Daegu FC | (16 213 spett.) |

| 14 aprile | Seongnam Ilhwa Chunma | 1 – 1 | Pohang Steelers | (7 832 spett.) |

| 14 aprile | FC Seoul | 0 – 0 | Ulsan Hyundai Horang-i | (30 176 spett.) |

Giornata 7
| 21 aprile | Incheon United | 1 – 3 | Jeonbuk Hyundai Motors | (11 628 spett.) |

| 21 aprile | Jeju United FC | 1 – 1 | Gwangju Sangmu Phoenix | (2 169 spett.) |

| 21 aprile | Daejeon Citizen | 2 – 2 | Busan I'Park | (10 122 spett.) |

| 21 aprile | Chunnam Dragons | 0 – 0 | Suwon Samsung Bluewings | (7 757 spett.) |

| 21 aprile | Gyeongnam FC | 0 – 2 | Seongnam Ilhwa Chunma | (3 271 spett.) |

| 21 aprile | Daegu FC | 3 – 1 | Ulsan Hyundai Horang-i | (13 572 spett.) |

| 21 aprile | Pohang Steelers | 0 – 0 | FC Seoul | (12 596 spett.) |

Giornata 8
| 28 aprile | Gwangju Sangmu Phoenix | 1 – 1 | Incheon United | (4 527 spett.) |

| 28 aprile | Busan I'Park | 0 – 2 | Jeonbuk Hyundai Motors | (3 751 spett.) |

| 28 aprile | Suwon Samsung Bluewings | 3 – 0 | Jeju United FC | (17 259 spett.) |

| 28 aprile | Seongnam Ilhwa Chunma | 0 – 0 | Daejeon Citizen | (4 827 spett.) |

| 28 aprile | Ulsan Hyundai Horang-i | 2 – 2 | Chunnam Dragons | (4 633 spett.) |

| 28 aprile | FC Seoul | 0 – 3 | Gyeongnam FC | (18 758 spett.) |

| 28 aprile | Pohang Steelers | 1 – 3 | Daegu FC | (5 084 spett.) |

Giornata 9
| 5 maggio | Incheon United | 2 – 2 | Busan I'Park | (23 643 spett.) |

| 5 maggio | Gwangju Sangmu Phoenix | 1 – 3 | Suwon Samsung Bluewings | (28 637 spett.) |

| 5 maggio | Jeonbuk Hyundai Motors | 0 – 2 | Seongnam Ilhwa Chunma | (29 112 spett.) |

| 5 maggio | Jeju United FC | 2 – 1 | Ulsan Hyundai Horang-i | (8 314 spett.) |

| 5 maggio | Daejeon Citizen | 0 – 0 | FC Seoul | (28 074 spett.) |

| 5 maggio | Chunnam Dragons | 2 – 1 | Pohang Steelers | (13 800 spett.) |

| 5 maggio | Gyeongnam FC | 1 – 0 | Daegu FC | (7 645 spett.) |

Giornata 10
| 12 maggio | Suwon Samsung Bluewings | 1 – 0 | Incheon United | (21 304 spett.) |

| 12 maggio | Seongnam Ilhwa Chunma | 2 – 1 | Busan I'Park | (8 974 spett.) |

| 12 maggio | Ulsan Hyundai Horang-i | 4 – 0 | Gwangju Sangmu Phoenix | (6 374 spett.) |

| 12 maggio | FC Seoul | 1 – 1 | Jeonbuk Hyundai Motors | (10 574 spett.) |

| 12 maggio | Pohang Steelers | 0 – 1 | Jeju United FC | (5 077 spett.) |

| 12 maggio | Daegu FC | 1 – 1 | Daejeon Citizen | (35 746 spett.) |

| 12 maggio | Gyeongnam FC | 2 – 0 | Chunnam Dragons | (3 051 spett.) |

Giornata 11
| 19 maggio | Incheon United | 0 – 2 | Seongnam Ilhwa Chunma | (17 647 spett.) |

| 19 maggio | Suwon Samsung Bluewings | 1 – 2 | Ulsan Hyundai Horang-i | (30 216 spett.) |

| 19 maggio | Busan I'Park | 0 – 0 | FC Seoul | (10 103 spett.) |

| 19 maggio | Gwangju Sangmu Phoenix | 0 – 1 | Pohang Steelers | (3 542 spett.) |

| 19 maggio | Jeonbuk Hyundai Motors | 4 – 1 | Daegu FC | (8 423 spett.) |

| 19 maggio | Jeju United FC | 1 – 1 | Gyeongnam FC | (2 687 spett.) |

| 19 maggio | Daejeon Citizen | 1 – 1 | Chunnam Dragons | (10 062 spett.) |

Giornata 12
| 26 maggio | Ulsan Hyundai Horang-i | 1 – 0 | Incheon United | (6 737 spett.) |

| 26 maggio | FC Seoul | 0 – 0 | Seongnam Ilhwa Chunma | (32 386 spett.) |

| 26 maggio | Pohang Steelers | 0 – 0 | Suwon Samsung Bluewings | (12 106 spett.) |

| 26 maggio | Daegu FC | 1 – 1 | Busan I'Park | (9 645 spett.) |

| 26 maggio | Gwangju Sangmu Phoenix | 0 – 4 | Gyeongnam FC | (3 785 spett.) |

| 26 maggio | Chunnam Dragons | 1 – 0 | Jeonbuk Hyundai Motors | (11 270 spett.) |

| 26 maggio | Daejeon Citizen | 1 – 0 | Jeju United FC | (13 523 spett.) |

Giornata 13
| 16 giugno | Incheon United | 2 – 2 | FC Seoul | (22 765 spett.) |

| 16 giugno | Ulsan Hyundai Horang-i | 0 – 0 | Pohang Steelers | (8 217 spett.) |

| 16 giugno | Seongnam Ilhwa Chunma | 3 – 0 | Daegu FC | (10 192 spett.) |

| 16 giugno | Suwon Samsung Bluewings | 5 – 3 | Gyeongnam FC | (27 816 spett.) |

| 16 giugno | Busan I'Park | 1 – 3 | Chunnam Dragons | (4 175 spett.) |

| 16 giugno | Gwangju Sangmu Phoenix | 1 – 0 | Daejeon Citizen | (8 587 spett.) |

| 16 giugno | Jeonbuk Hyundai Motors | 2 – 1 | Jeju United FC | (8 778 spett.) |

Pausa estiva
23 giugno - 8 agosto
Giornata 14
| 8 agosto | Incheon United | 2 – 1 | Daegu FC | (13 767 spett.) |

| 8 agosto | Pohang Steelers | 2 – 1 | Gyeongnam FC | (2 240 spett.) |

| 8 agosto | FC Seoul | 1 – 0 | Chunnam Dragons | (13 875 spett.) |

| 8 agosto | Ulsan Hyundai Horang-i | 2 – 1 | Daejeon Citizen | (8 437 spett.) |

| 8 agosto | Seongnam Ilhwa Chunma | 2 – 0 | Jeju United FC | (4 824 spett.) |

| 8 agosto | Suwon Samsung Bluewings | 2 – 3 | Jeonbuk Hyundai Motors | (21 813 spett.) |

| 8 agosto | Gwangju Sangmu Phoenix | 0 – 3 | Busan I'Park | (3 214 spett.) |

Giornata 15
| 11 agosto | Gyeongnam FC | 0 – 0 | Incheon United | (11 214 spett.) |

| 11 agosto | Chunnam Dragons | 3 – 2 | Daegu FC | (4 125 spett.) |

| 11 agosto | Daejeon Citizen | 3 – 0 | Pohang Steelers | (13 097 spett.) |

| 11 agosto | Jeju United FC | 2 – 2 | FC Seoul | (2 833 spett.) |

| 11 agosto | Jeonbuk Hyundai Motors | 0 – 0 | Ulsan Hyundai Horang-i | (15 327 spett.) |

| 11 agosto | Gwangju Sangmu Phoenix | 0 – 1 | Seongnam Ilhwa Chunma | (5 734 spett.) |

| 11 agosto | Busan I'Park | 1 – 2 | Suwon Samsung Bluewings | (11 075 spett.) |

Giornata 16
| 15 agosto | Incheon United | 2 – 1 | Chunnam Dragons | (13 872 spett.) |

| 15 agosto | Gyeongnam FC | 1 – 2 | Daejeon Citizen | (8 124 spett.) |

| 15 agosto | Daegu FC | 3 – 0 | Jeju United FC | (10 023 spett.) |

| 15 agosto | Pohang Steelers | 1 – 3 | Jeonbuk Hyundai Motors | (5 287 spett.) |

| 15 agosto | FC Seoul | 0 – 0 | Gwangju Sangmu Phoenix | (15 866 spett.) |

| 15 agosto | Ulsan Hyundai Horang-i | 0 – 0 | Busan I'Park | (13 870 spett.) |

| 15 agosto | Suwon Samsung Bluewings | 2 – 1 | Seongnam Ilhwa Chunma | (31 726 spett.) |

Giornata 17
| 18 agosto | Daejeon Citizen | 0 – 1 | Incheon United | (18 101 spett.) |

| 18 agosto | Jeju United FC | 2 – 1 | Chunnam Dragons | (1 506 spett.) |

| 18 agosto | Jeonbuk Hyundai Motors | 2 – 3 | Gyeongnam FC | (15 711 spett.) |

| 18 agosto | Gwangju Sangmu Phoenix | 2 – 1 | Daegu FC | (9 633 spett.) |

| 18 agosto | Busan I'Park | 1 – 2 | Pohang Steelers | (4 765 spett.) |

| 18 agosto | Suwon Samsung Bluewings | 2 – 1 | FC Seoul | (41 819 spett.) |

| 18 agosto | Seongnam Ilhwa Chunma | 1 – 1 | Ulsan Hyundai Horang-i | (8 988 spett.) |

Giornata 18
| 25 agosto | Incheon United | 1 – 1 | Jeju United FC | (10 738 spett.) |

| 25 agosto | Daejeon Citizen | 2 – 0 | Jeonbuk Hyundai Motors | (19 212 spett.) |

| 25 agosto | Chunnam Dragons | 2 – 0 | Gwangju Sangmu Phoenix | (10 200 spett.) |

| 25 agosto | Gyeongnam FC | 2 – 0 | Busan I'Park | (4 219 spett.) |

| 25 agosto | Daegu FC | 1 – 2 | Suwon Samsung Bluewings | (44 215 spett.) |

| 25 agosto | Pohang Steelers | 2 – 1 | Seongnam Ilhwa Chunma | (11 097 spett.) |

| 25 agosto | Ulsan Hyundai Horang-i | 0 – 0 | FC Seoul | (13 574 spett.) |

Giornata 19
| 28 agosto | Jeonbuk Hyundai Motors | 0 – 0 | Incheon United | (6 377 spett.) |

| 28 agosto | Gwangju Sangmu Phoenix | 0 – 2 | Jeju United FC | (3 887 spett.) |

| 28 agosto | Busan I'Park | 1 – 0 | Daejeon Citizen | (4 816 spett.) |

| 28 agosto | Suwon Samsung Bluewings | 1 – 0 | Chunnam Dragons | (22 138 spett.) |

| 28 agosto | Seongnam Ilhwa Chunma | 1 – 2 | Gyeongnam FC | (4 235 spett.) |

| 28 agosto | Ulsan Hyundai Horang-i | 2 – 1 | Daegu FC | (6 275 spett.) |

| 28 agosto | FC Seoul | 3 – 0 | Pohang Steelers | (12 013 spett.) |

Giornata 20
| 1º settembre | Incheon United | 3 – 2 | Gwangju Sangmu Phoenix | (6 217 spett.) |

| 1º settembre | Jeonbuk Hyundai Motors | 1 – 1 | Busan I'Park | (7 535 spett.) |

| 1º settembre | Jeju United FC | 0 – 1 | Suwon Samsung Bluewings | (15 277 spett.) |

| 1º settembre | Daejeon Citizen | 1 – 2 | Seongnam Ilhwa Chunma | (18 184 spett.) |

| 1º settembre | Chunnam Dragons | 0 – 1 | Ulsan Hyundai Horang-i | (10 037 spett.) |

| 1º settembre | Gyeongnam FC | 1 – 0 | FC Seoul | (11 258 spett.) |

| 1º settembre | Daegu FC | 2 – 2 | Pohang Steelers | (2 537 spett.) |

Giornata 21
| 15 settembre | Busan I'Park | 0 – 0 | Incheon United | (1 505 spett.) |

| 15 settembre | Suwon Samsung Bluewings | 0 – 0 | Gwangju Sangmu Phoenix | (25 170 spett.) |

| 15 settembre | Seongnam Ilhwa Chunma | 2 – 1 | Jeonbuk Hyundai Motors | (9 240 spett.) |

| 15 settembre | Ulsan Hyundai Horang-i | 2 – 2 | Jeju United FC | (4 636 spett.) |

| 15 settembre | FC Seoul | 2 – 1 | Daejeon Citizen | (14 632 spett.) |

| 15 settembre | Pohang Steelers | 1 – 0 | Chunnam Dragons | (1 735 spett.) |

| 15 settembre | Daegu FC | 1 – 3 | Gyeongnam FC | (27 463 spett.) |

Giornata 22
| 22 settembre | Incheon United | 2 – 3 | Suwon Samsung Bluewings | (25 686 spett.) |

| 22 settembre | Busan I'Park | 1 – 3 | Seongnam Ilhwa Chunma | (1 873 spett.) |

| 22 settembre | Gwangju Sangmu Phoenix | 1 – 2 | Ulsan Hyundai Horang-i | (18 540 spett.) |

| 22 settembre | Jeonbuk Hyundai Motors | 1 – 1 | FC Seoul | (6 178 spett.) |

| 22 settembre | Jeju United FC | 2 – 0 | Pohang Steelers | (2 064 spett.) |

| 22 settembre | Daejeon Citizen | 4 – 1 | Daegu FC | (10 022 spett.) |

| 22 settembre | Chunnam Dragons | 2 – 1 | Gyeongnam FC | (3 859 spett.) |

Giornata 23
| 29 settembre | Seongnam Ilhwa Chunma | 1 – 1 | Incheon United | (7 842 spett.) |

| 29 settembre | Ulsan Hyundai Horang-i | 2 – 0 | Suwon Samsung Bluewings | (14 143 spett.) |

| 29 settembre | FC Seoul | 4 – 0 | Busan I'Park | (18 572 spett.) |

| 29 settembre | Pohang Steelers | 2 – 1 | Gwangju Sangmu Phoenix | (5 396 spett.) |

| 29 settembre | Daegu FC | 1 – 1 | Jeonbuk Hyundai Motors | (7 582 spett.) |

| 29 settembre | Gyeongnam FC | 3 – 1 | Jeju United FC | (4 155 spett.) |

| 29 settembre | Chunnam Dragons | 1 – 2 | Daejeon Citizen | (12 687 spett.) |

Giornata 24
| 6 ottobre | Incheon United | 1 – 0 | Ulsan Hyundai Horang-i | (19 676 spett.) |

| 6 ottobre | Seongnam Ilhwa Chunma | 0 – 0 | FC Seoul | (8 842 spett.) |

| 6 ottobre | Suwon Samsung Bluewings | 1 – 0 | Pohang Steelers | (26 123 spett.) |

| 6 ottobre | Busan I'Park | 1 – 4 | Daegu FC | (1 858 spett.) |

| 6 ottobre | Gyeongnam FC | 1 – 0 | Gwangju Sangmu Phoenix | (4 075 spett.) |

| 6 ottobre | Jeonbuk Hyundai Motors | 1 – 1 | Chunnam Dragons | (4 328 spett.) |

| 6 ottobre | Jeju United FC | 2 – 3 | Daejeon Citizen | (1 781 spett.) |

Giornata 25
| 10 ottobre | FC Seoul | 2 – 1 | Incheon United | (12 358 spett.) |

| 10 ottobre | Pohang Steelers | 1 – 0 | Ulsan Hyundai Horang-i | (3 685 spett.) |

| 10 ottobre | Daegu FC | 1 – 2 | Seongnam Ilhwa Chunma | (2 085 spett.) |

| 10 ottobre | Gyeongnam FC | 0 – 0 | Suwon Samsung Bluewings | (23 192 spett.) |

| 10 ottobre | Chunnam Dragons | 0 – 0 | Busan I'Park | (5 763 spett.) |

| 10 ottobre | Daejeon Citizen | 2 – 0 | Gwangju Sangmu Phoenix | (16 347 spett.) |

| 10 ottobre | Jeju United FC | 2 – 2 | Jeonbuk Hyundai Motors | (1 231 spett.) |

Giornata 26
| 14 ottobre | Pohang Steelers | 3 – 2 | Incheon United | (4 074 spett.) |

| 14 ottobre | Daegu FC | 1 – 0 | FC Seoul | (12 945 spett.) |

| 14 ottobre | Gyeongnam FC | 0 – 4 | Ulsan Hyundai Horang-i | (17 826 spett.) |

| 14 ottobre | Chunnam Dragons | 0 – 2 | Seongnam Ilhwa Chunma | (5 835 spett.) |

| 14 ottobre | Daejeon Citizen | 1 – 0 | Suwon Samsung Bluewings | (38 724 spett.) |

| 14 ottobre | Jeju United FC | 1 – 0 | Busan I'Park | (2 128 spett.) |

| 14 ottobre | Jeonbuk Hyundai Motors | 2 – 1 | Gwangju Sangmu Phoenix | (5 173 spett.) |

## Classifica marcatori
| Pos | Nome             | Squadra                | Gol | G  |
| --- | ---------------- | ---------------------- | --- | -- |
| 1   | Capore           | Gyeongnam FC           | 17  | 25 |
| 2   | Denilson         | Daejeon Citizen        | 14  | 23 |
| 3   | Dejan Damjanović | Incheon United         | 14  | 26 |
| 4   | Stevica Ristić   | Jeonbuk Hyundai Motors | 13  | 25 |
| 5   | Luizinho         | Daegu FC               | 11  | 23 |
| 6   | Mota             | Seongnam Ilhwa Chunma  | 9   | 21 |
| 7   | Adriano Chuva    | Daejeon Citizen        | 8   | 13 |
| 8   | Lee Keun-ho      | Daegu FC               | 8   | 20 |
| 9   | Sandro Hiroshi   | Chunnam Dragons        | 8   | 26 |
| 10  | Ze Carlos        | Jeonbuk Hyundai Motors | 7   | 15 |
| 11  | Namgung Do       | Gwangju Sangmu Phoenix | 7   | 20 |
| =   | Popo             | Gyeongnam FC           | 7   | 20 |
| 13  | Woo Sung-Yong    | Ulsan Hyundai Horang-i | 7   | 24 |
| 14  | Kim Do-Heon      | Seongnam Ilhwa Chunma  | 7   | 25 |

## Spettatori
In questa stagione ben 2.073.808 tifosi assistettero alle partite di K-League con una media di 11.786 spettatori a partita. Quella che segue è una tabella sul numero di spettatori squadra per squadra.
| Squadra                 | Media  | Totale  | Min    | Max    |
| ----------------------- | ------ | ------- | ------ | ------ |
| Suwon Samsung Bluewings | 25,194 | 327,526 | 16,213 | 41,819 |
| FC Seoul                | 21,513 | 279,670 | 10,574 | 55,397 |
| Incheon United          | 16,671 | 216,728 | 6,217  | 25,686 |
| Daegu FC                | 15,007 | 180,090 | 2,085  | 44,215 |
| Daejon Citizen          | 14,659 | 175,914 | 5,423  | 28,074 |
| Jeonbuk Hyundai Motors  | 11,312 | 135,754 | 4,328  | 29,112 |
| Gwangju Sangmu          | 8,861  | 115,196 | 2,678  | 28,637 |
| Ulsan Horang-i          | 8,706  | 113,184 | 3,628  | 14,763 |
| Gyeongnam FC            | 8,625  | 103,503 | 3,051  | 23,192 |
| Chunnam Dragons         | 8,565  | 102,780 | 3,859  | 13,800 |
| Seongnam Ilhwa Chunma   | 7,677  | 99,794  | 4,236  | 10,508 |
| Jeju United             | 6,636  | 79,635  | 1,231  | 20,499 |
| Pohang Steelers         | 6,572  | 78,873  | 1,735  | 12,596 |
| Busan I'Park            | 5,012  | 65,161  | 1,505  | 11,075 |

## Playoff
I playoff iniziarono il 20 ottobre.

### Formula
Le prime sei classificate nella regular season si qualificano ai playoff. La quarta giocherà contro la quinta e la terza giocherà contro la sesta. Le vincenti di queste due partite si sfideranno tra di loro; il vincitore giocherà contro la seconda classificata. La vincente di questa partita affronterà la prima classificata nella finale per l'assegnazione del titolo di Campione della Corea del Sud.

### Risultati
Partita A
| 20 ottobre                                                     | Gyeongnam FC | 1 – 1 (AET, 3 PK 4) | Pohang Steelers | Changwon Civil Stadium (8,965 spett.) |
| \| \| \| \| \| Capore 86’ \| Marcatori \| 68’ Lee Gwang-Jae \| |              |                     |                 |                                       |
|                                                                |              |                     |                 |                                       |
| Capore 86’                                                     | Marcatori    | 68’ Lee Gwang-Jae   |                 |                                       |

Partita B
| 21 ottobre                                                           | Ulsan Hyundai Horang-i | 2 – 0 | Daejeon Citizen | Munsu World Cup Stadium (23,836 spett.) |
| \| \| \| \| \| Lee Sang-ho 39’ Park Dong-hyuk 69’ \| Marcatori \| \| |                        |       |                 |                                         |
|                                                                      |                        |       |                 |                                         |
| Lee Sang-ho 39’ Park Dong-hyuk 69’                                   | Marcatori              |       |                 |                                         |

Partita C
| 28 ottobre                                                                              | Ulsan Hyundai Horang-i | 1 – 2                               | Pohang Steelers | Munsu World Cup Stadium (31,783 spett.) |
| \| \| \| \| \| Woo Sung-Yong 70’ \| Marcatori \| 34’ Hwang Jae-Won 76’ Lee Gwang-Jae \| |                        |                                     |                 |                                         |
|                                                                                         |                        |                                     |                 |                                         |
| Woo Sung-Yong 70’                                                                       | Marcatori              | 34’ Hwang Jae-Won 76’ Lee Gwang-Jae |                 |                                         |

Partita D
| 31 ottobre                                         | Suwon Samsung Bluewings | 0 – 1            | Pohang Steelers | Suwon World Cup Stadium (33,824 spett.) |
| \| \| \| \| \| \| Marcatori \| 86’ Park Won-Jae \| |                         |                  |                 |                                         |
|                                                    |                         |                  |                 |                                         |
|                                                    | Marcatori               | 86’ Park Won-Jae |                 |                                         |

Finale
Andata
| 4 novembre                                                                                             | Pohang Steelers | 3 – 1                | Seongnam Ilhwa Chunma | Steelyard Stadium (20,875 spett.) |
| \| \| \| \| \| Park Won-Jae 31’ Ko Ki-Gu 73’ Lee Gwang-Jae 74’ \| Marcatori \| 90+1’ Jang Hak-Young \| |                 |                      |                       |                                   |
| |                 |                      |                       |                                   |
| Park Won-Jae 31’ Ko Ki-Gu 73’ Lee Gwang-Jae 74’                                                        | Marcatori       | 90+1’ Jang Hak-Young |                       |                                   |

Ritorno
| 11 novembre                                    | Seongnam Ilhwa Chunma | 0 – 1        | Pohang Steelers | Seongnam 2 Stadium (18,924 spett.) |
| \| \| \| \| \| \| Marcatori \| 43’ Schwenck \| |                       |              |                 |                                    |
|                                                |                       |              |                 |                                    |
|                                                | Marcatori             | 43’ Schwenck |                 |                                    |

| Campione della Corea del Sud 2007 |
| --------------------------------- |
| Pohang Steelers 4º Titolo         |